# Godordo

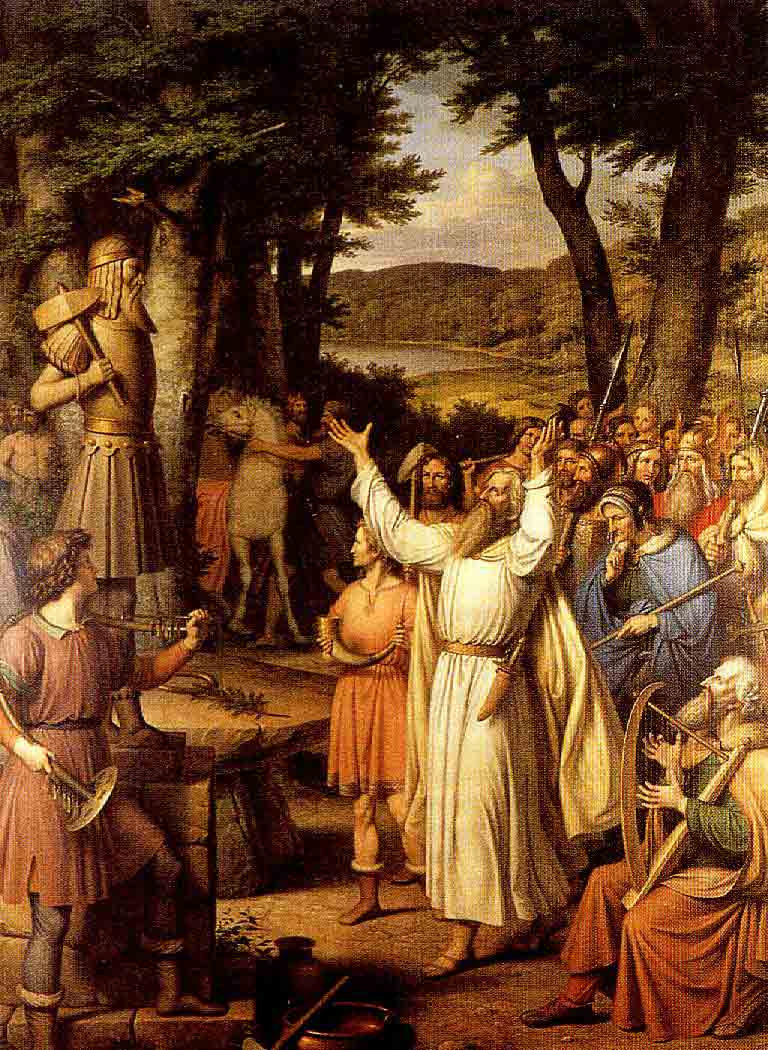
Um goði dirige um ritual religiosos dedicado ao deus Tor.
Quadro de J.L. Lund

Godordo (em latim: godordum; em islandês: Goðorð ou godord) era o território dominado por um godi – caudilho religioso local, com poder político, administrativo e judicial, na Islândia antiga, assim como na Noruega, na Dinamarca e na província sueca da Jämtland. Com a introdução do cristianismo na Islândia no século X, os godordos perderam seu papel religioso e sumiram paulatinamente, tendo muitos godis passado a padres da nova religião.